# Mozambik a 2016. évi nyári olimpiai játékokon
Mozambik a brazíliai Rio de Janeiróban megrendezett 2016. évi nyári olimpiai játékok egyik részt vevő nemzete volt. Az országot az olimpián 4 sportágban 6 sportoló képviselte, akik érmet nem szereztek.

## Atlétika
Férfi
| Versenyző  | Versenyszám | Előfutam | Előfutam | Előfutam | Elődöntő | Elődöntő | Elődöntő | Döntő   | Döntő    |
| Versenyző  | Versenyszám | Idő      | Hely.    | Össz.    | Idő      | Hely.    | Össz.    | Idő     | Helyezés |
| ---------- | ----------- | -------- | -------- | -------- | -------- | -------- | -------- | ------- | -------- |
| Kurt Couto | 400 m gát   | 49,74    | 6.       | 28.      | kiesett  | kiesett  | kiesett  | kiesett | kiesett  |

## Cselgáncs
Férfi
| Versenyző     | Versenyszám | Selejtező         | 32-es főtábla                         | Nyolcaddöntő      | Negyeddöntő       | Elődöntő          | Vigaszág elődöntő | Bronz- mérkőzés   | Döntő             | Helyezés |
| Versenyző     | Versenyszám | Ellenfél Eredmény | Ellenfél Eredmény                     | Ellenfél Eredmény | Ellenfél Eredmény | Ellenfél Eredmény | Ellenfél Eredmény | Ellenfél Eredmény | Ellenfél Eredmény | Helyezés |
| ------------- | ----------- | ----------------- | ------------------------------------- | ----------------- | ----------------- | ----------------- | ----------------- | ----------------- | ----------------- | -------- |
| Marlon August | Váltósúly   | erőnyerő          | Victor Penalber (BRA) · 000(2)–100(0) | kiesett           | kiesett           | kiesett           |                   |                   |                   | 17.      |

## Kajak-kenu

### Gyorsasági
Férfi
| Versenyző                  | Versenyszám        | Előfutam | Előfutam | Előfutam | Elődöntő | Elődöntő | Elődöntő | Döntő   | Döntő    | Döntő    | Helyezés |
| Versenyző                  | Versenyszám        | Idő      | Hely.    | Össz.    | Idő      | Hely.    | Össz.    | Típus   | Idő      | Helyezés | Helyezés |
| -------------------------- | ------------------ | -------- | -------- | -------- | -------- | -------- | -------- | ------- | -------- | -------- | -------- |
| Joaquim Lobo               | Kenu egyes 200 m   | 44,949   | 6.       | 25.      | kiesett  | kiesett  | kiesett  | kiesett | kiesett  | kiesett  | 25.      |
| Mussa Chamune              | Kenu egyes 1000 m  | 5:00,454 | 7.       | 18.      | 5:07,281 | 8.       | 15.      | kiesett | kiesett  | kiesett  | 15.      |
| Mussa Chamune Joaquim Lobo | Kenu kettes 1000 m | 4:14,002 | 5.       | 11.      | 4:23,965 | 4.       | 9.       | B       | 4:38,732 | 3.       | 11.      |

## Úszás
Férfi
| Versenyző  | Versenyszám | Előfutam | Előfutam | Előfutam | Elődöntő | Elődöntő | Elődöntő | Döntő   | Döntő    |
| Versenyző  | Versenyszám | Idő      | Hely.    | Össz.    | Idő      | Hely.    | Össz.    | Idő     | Helyezés |
| ---------- | ----------- | -------- | -------- | -------- | -------- | -------- | -------- | ------- | -------- |
| Igor Mogne | 100 m gyors | 50,65    | 1.       | 45.*     | kiesett  | kiesett  | kiesett  | kiesett | kiesett  |

Női
| Versenyző           | Versenyszám    | Előfutam | Előfutam | Előfutam | Elődöntő | Elődöntő | Elődöntő | Döntő   | Döntő    |
| Versenyző           | Versenyszám    | Idő      | Hely.    | Össz.    | Idő      | Hely.    | Össz.    | Idő     | Helyezés |
| ------------------- | -------------- | -------- | -------- | -------- | -------- | -------- | -------- | ------- | -------- |
| Jannah Sonnenschein | 100 m pillangó | 1:04,21  | 7.       | 38.      | kiesett  | kiesett  | kiesett  | kiesett | kiesett  |